# Coryphantha
Coryphantha (del grec coryphe, cim o cap, i anthos, flor, és a dir "amb flor en el cim de la planta"), és un gènere de cactus de petit o de mitja grandària, esfèrics o breument columnars. El gènere és natiu de Mèxic i el sud dels Estats Units. Amb 2 subgèneres, 42 espècies i 9 subespècies, és un dels gèneres de cactus més extenses.
El seu cos no té costelles sinó tubercles.

## Taxonomia

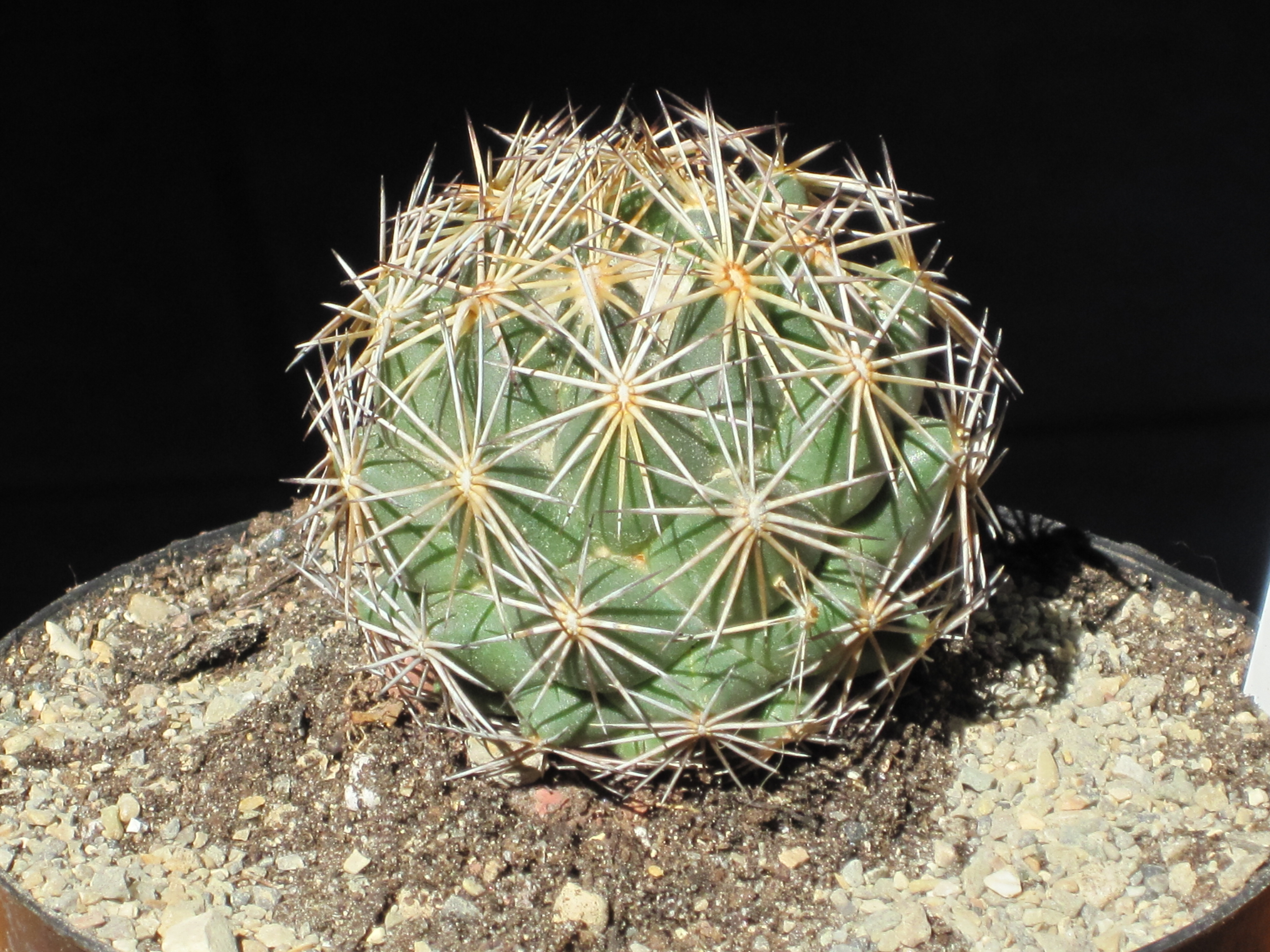
Coryphantha calipensis
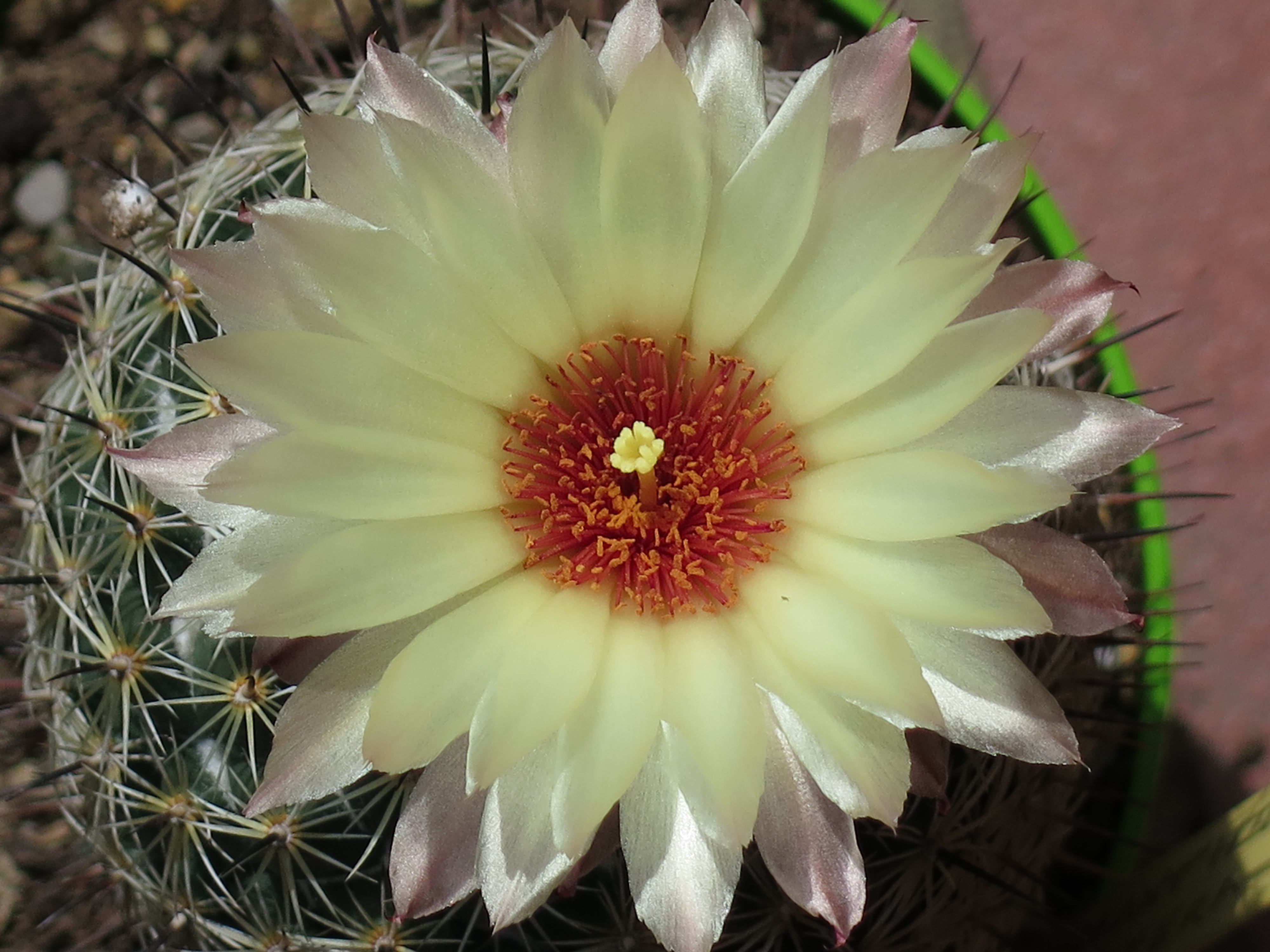
Coryphantha compacta
- Coryphantha difficilis
- Coryphantha elephantidens
- Coryphantha erecta
- Coryphantha macromeris
- Coryphantha nickelsiae
- Coryphantha palmeri
- Coryphantha pycnacantha
- Coryphantha radians
- Coryphantha ramillosa
- Coryphantha robustispina
- Coryphantha salinensis
- Coryphantha vivipara

- Coryphantha palmeri
- Coryphantha cornifera